# Golfcenter Seve

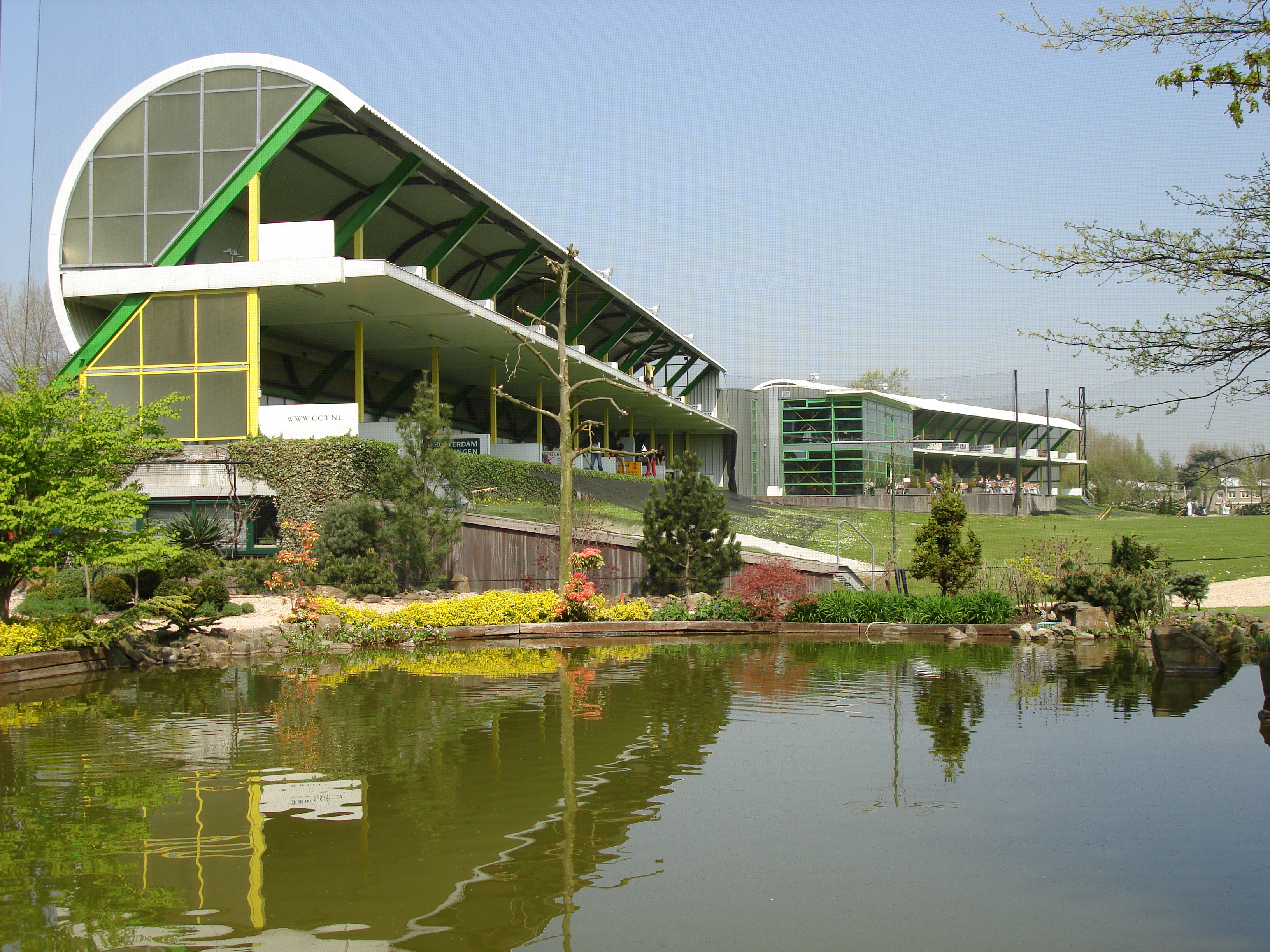
Golf Centrum Rotterdam in 2006

Golfcenter Seve, tot 2013 Golf Centrum Rotterdam (GCR) is een complex met diverse oefenfaciliteiten voor golf in Rotterdam. Het is de grootste trainingsaccommodatie van Nederland en beschikt over ruim 60 afslagplaatsen. Op de driving range kan ook gebruikgemaakt worden van het Trackman systeem.
Het GCR werd in 1987 door John Scholte opgezet met de bedoeling de golfsport toegankelijk te maken voor een breed publiek. In november 2007 verkocht John Scholte het golfcentrum, aan Golf Management Group (GMG). In 2012 ging het centrum failliet en werd kort daarna overgenomen door de Rotterdamse horeca-ondernemer Robin Bravenboer. Hij wijzigde de naam in 2013 in Golfcenter Seve, vernoemd naar de golfer Seve Ballesteros.